# Vera Dua
Vera Agnes Roger Dua (ur. 25 października 1952 w Gandawie) – belgijska (flamadzkojęzyczna) polityk, samorządowiec i inżynier rolnictwa, deputowana krajowa i minister w rządzie regionalnym, w latach 2003–2007 przewodnicząca Groen.

## Życiorys
W młodości działała w organizacji ekologicznej BJN. W 1975 ukończyła studia z inżynierii rolniczej ze specjalizacją w zakresie wód i lasów. W 1986 uzyskała doktorat z zakresu bioinżynierii. Od 1981 do 1986 była asystentem badawczym w laboratorium zajmującym się lasami na Uniwersytecie Gandawskim. W latach 1986–1991 była urzędniczką służby cywilnej w Agentschap voor Natuur en Bos (agencji zarządu wód i lasów) oraz AMINAL (flamandzkiej agencji zarządzania środowiskiem).
W 1984 zaangażowała się w działalność polityczną w ramach Agalev, przekształconej w 2003 w Groen. W latach 1988–1991 zasiadała w radzie miejskiej Gandawy, a w latach 1991–1995 w Izbie Reprezentantów. Następnie w latach 1992–1999 i 2003–2009 zasiadała w Radzie Kulturowej (od 1995 Parlamencie) Flamandzkiej Wspólnoty Belgii. Była również oddelegowana do federalnego Senatu (1995–1999, 2007–2009), a od 1999 do 2003 zasiadała we flamandzkim rządzie regionalnym, odpowiadając za rolnictwo i środowisko. Od listopada 2003 do listopada 2007 pełniła funkcję sekretarza politycznego (przewodniczącej) Groen. W latach 2006–2011 ponownie zasiadała w gandawskiej radzie miejskiej, następnie zajęła się działalnością w sektorze zrównoważonego rozwoju, m.in. w centrum badań nad zrównoważonym rozwojem Uniwersytetu Gandawskiego.
W 2004 odznaczona Orderem Leopolda III klasy.